# Vernonanthura rigiophylla
Vernonanthura rigiophylla là một loài thực vật có hoa trong họ Cúc. Loài này được (Sch.Bip. ex Kuntze) H.Rob. miêu tả khoa học đầu tiên năm 1992.